# 首都圈 (日本)
日本的首都圈（日语：／ Shuto ken */?），指的是以事實上的首都——東京為中心的都會區，也稱東京圈（／ Tōkyō ken）或東京都市圈（／ Tōkyō toshi ken）。狹義上指東京都、神奈川縣、千葉縣、埼玉縣等一都三縣，與南關東的範圍相同。1956年日本政府為統合東京都及周邊區域發展而制定的《首都圈整備法》，則將首都圈的定義範圍擴大至整個關東地方（茨城縣、栃木縣、埼玉縣、千葉縣、東京都、神奈川縣）加上山梨縣。根據日本總務省2017年的統計，首都圈（一都三縣內）的總人口為36,312,851人，是世界最大的都會區，人口密度則有4,500人/平方公里。
2015年，日本首都圈的GDP（國際匯率）總量超過1.9兆美元，位居世界主要大都會區中的第一位。如果把日本首都圈視為一個國家，其經濟規模只僅次於美國、中國、日本、德國、法國、英國和意大利。

## 定義

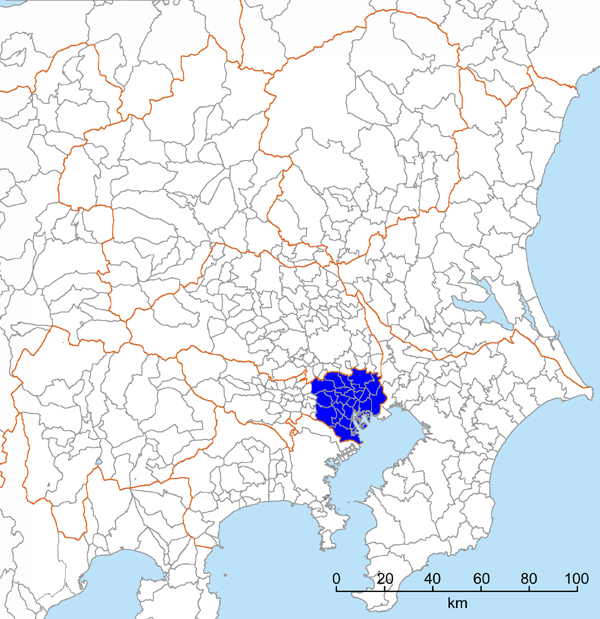
東京都區部（传统意义上的东京）
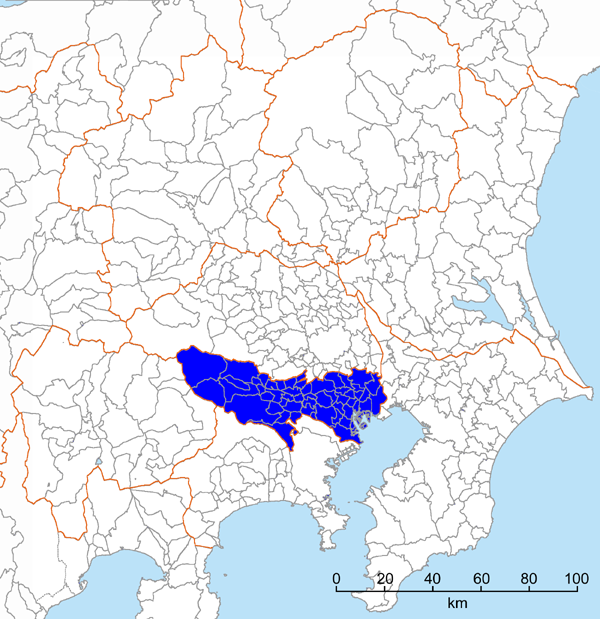
東京都（不含伊豆諸島、小笠原諸島等島嶼部）
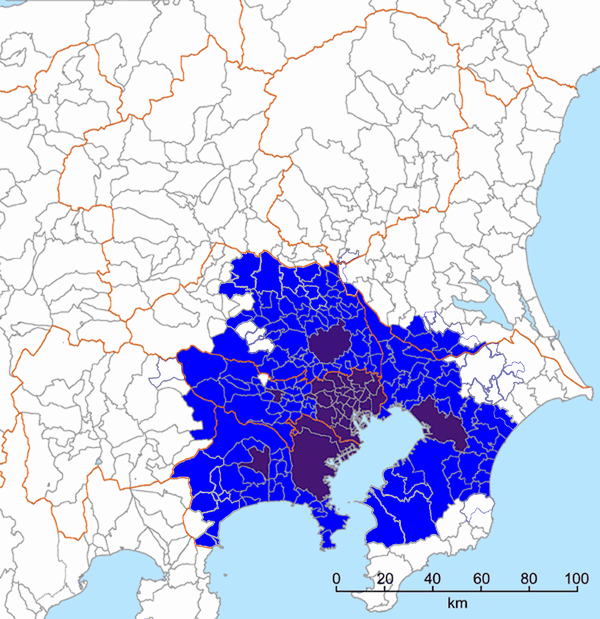
東京都市雇用圈
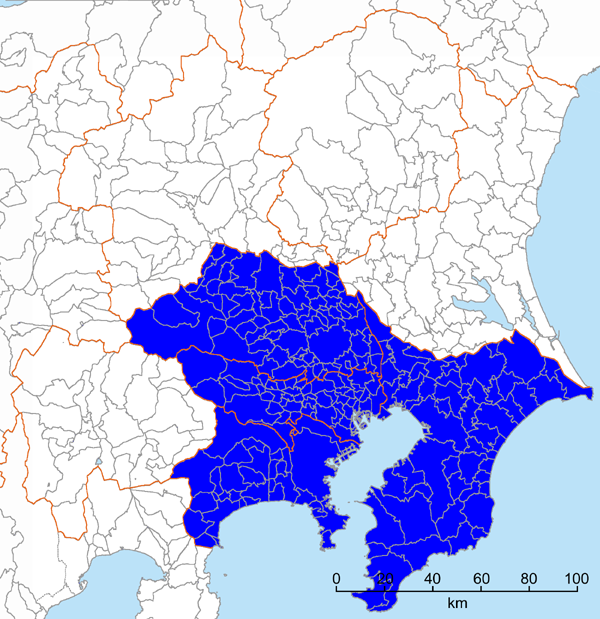
一都三縣
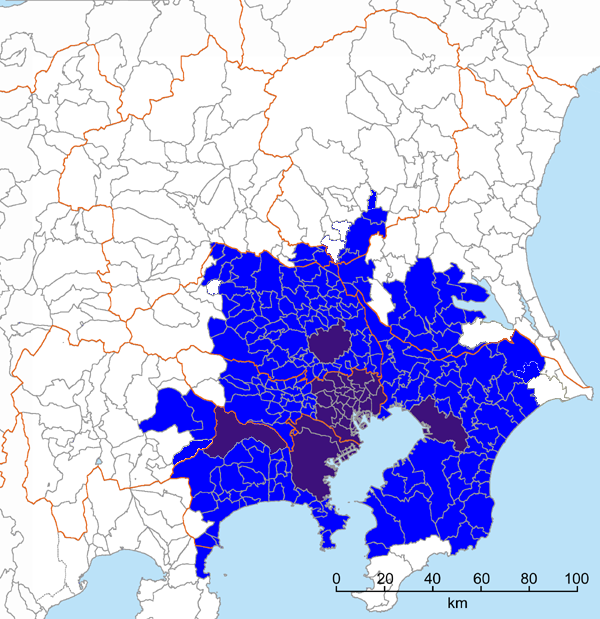
關東都市圈，據總務省統計局（日语：統計局）定義
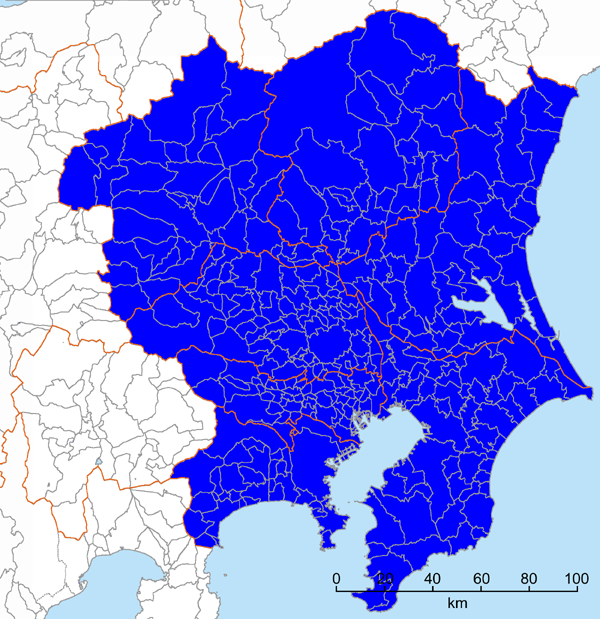
關東地方
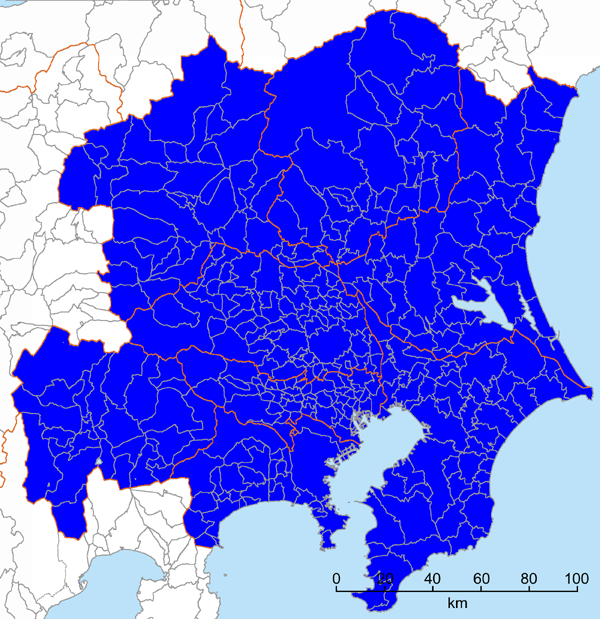
《首都圈整備法》中定義的首都圈，一都七縣